# Liparetrus orestes
Liparetrus orestes är en skalbaggsart som beskrevs av Britton 1980. Liparetrus orestes ingår i släktet Liparetrus och familjen Melolonthidae. Inga underarter finns listade i Catalogue of Life.